# Da Boom
Da Boom (titulado Da Boom en España y Un nuevo milenio en Hispanoamérica) es el tercer episodio de la segunda temporada de la serie Padre de familia emitida en Estados Unidos a través de FOX el 26 de diciembre de 1999. La trama se centra en la familia Griffin, los cuales, tras sobrevivir a un holocausto nuclear a causa del Efecto 2000, deben viajar en busca de comida después de que Quahog quedara arrasada. Finalmente encuentran un sitio donde establecerse y fundan una nueva ciudad cerca de una fábrica de bollería industrial en donde Peter se autoerige alcalde hasta que su abuso de poder hace que lo expulsen del pueblo.
El episodio está escrito por Neil Goldman y Garrett Donovan y dirigido por Bob Jacques. El argumento recibió críticas positivas por parte del medio digital IGN por el uso de las referencias culturales. Como artistas invitados prestan sus voces: Will Sasso y Jack Perkins, y en imagen real: Patrick Duffy y Victoria Principal. Este es el debut de Mila Kunis como la voz de Meg Griffin.

## Argumento
Después de que un hombre disfrazado de pollo avisara a Peter de que el mundo se acerca a su fin por el efecto 2000, éste obliga a su familia a pasar el Año Nuevo encerrados en el sótano con trajes antirradiación a pesar de las protestas de estos al creer que todo eso son "tonterías" apocalípticas. Aunque pocos segundos después de las 00:00 no sucede nada, de pronto los Griffin sienten un temblor, y enseguida empiezan a producirse fallos en los sistemas informáticos que provocan la activación accidental de misiles atómicos, que a su vez provocan una catástrofe nuclear. En consecuencia, gran parte del mundo queda destruido, Quahog está en ruinas y los supervivientes han desarrollado mutaciones genéticas; entre ellos se encuentran: Joe, que debido al fuerte calor de las explosiones se ha quedado pegado al suelo y a su silla de ruedas, mientras que Cleveland y Quagmire se han fusionado el uno con el otro. De pronto, se acaban los víveres y Peter y Brian van en busca de más comida, pero son incapaces de encontrar nada.Sin embargo, se quedan aterrorizados al ver como los noticieros del Canal 5 se comen a Tricia Takanawa. Peter recuerda que hay unos snacks capaces de aguantar ante un holocausto nuclear: unos bollos llamados Twinkie que son producidos en una fábrica de Natick, Massachusetts. Aunque se mantienen escépticos ante la posibilidad de que la fábrica se mantenga en pie, la familia se pone en marcha. De camino a Natick, Stewie es expuesto a un charco con residuos nucleares por lo que empieza a mutar en una cría de pulpo, siendo el primer Griffin contaminado. Tras llegar al punto de destino ven Natick en ruinas; sin embargo, la fábrica sigue en perfectas condiciones. Alentados por haber encontrado un sitio en el que vivir, deciden establecer un poblado al que llaman Nuevo Quahog en el que Peter se autoerige alcalde al ser él el que encontró la factoría; por otro lado, Joe y Clevemire (tras la fusión de Cleveland y Quagmire en un solo cuerpo) son los concejales de alcalde, los cuales aconsejan a Peter. Lejos de hacerles caso, Peter empieza a cometer tremendas equivocaciones, entre las que se encuentran el dar empleo al azar a los ciudadanos al obligarles a extraer un papel de un sombrero, al igual que destrozar el sistema de irrigación con el que Nuevo Quahog disponía de agua potable para la fabricación de armas; esto último resulta ser la gota que colma el vaso y los ciudadanos se indignan con la gestión de Peter. Por otro lado, Stewie parece haber ganado peso después de su mutación; de repente, pone huevos en el sótano de su casa.
A pesar de las insistencias de Peter por mantenerse en el cargo de la nueva comunidad, él y su familia son expulsados. Una vez fuera, los ciudadanos proceden a quemar las armas que Peter construyó; al mismo tiempo, los huevos de Stewie empiezan a eclosionar y varios centenares de "pulpo-Stewie" invaden la ciudad, desatando el caos entre la población indefensa al no disponer de armas. Ajenos a lo que pasa a sus espaldas, los Griffin deciden seguir buscando otro lugar en el que vivir, por lo que marchan a pie hacía otra fábrica situada en Framingham.
El episodio finaliza tras una escena en imagen real en la que Pamela Ewing se despierta alterada mientras busca a su marido Bobby, quien sale de la ducha. Sorprendido por encontrársela en el baño, Pamela empieza a explicarle el sueño que acaba de tener que casualmente era sobre el episodio. Sin embargo, después de explicarle lo que ha soñado, su marido le pregunta "¿Qué es Padre de familia?", volviéndose y mirando de manera confusa a la cámara.

## Producción

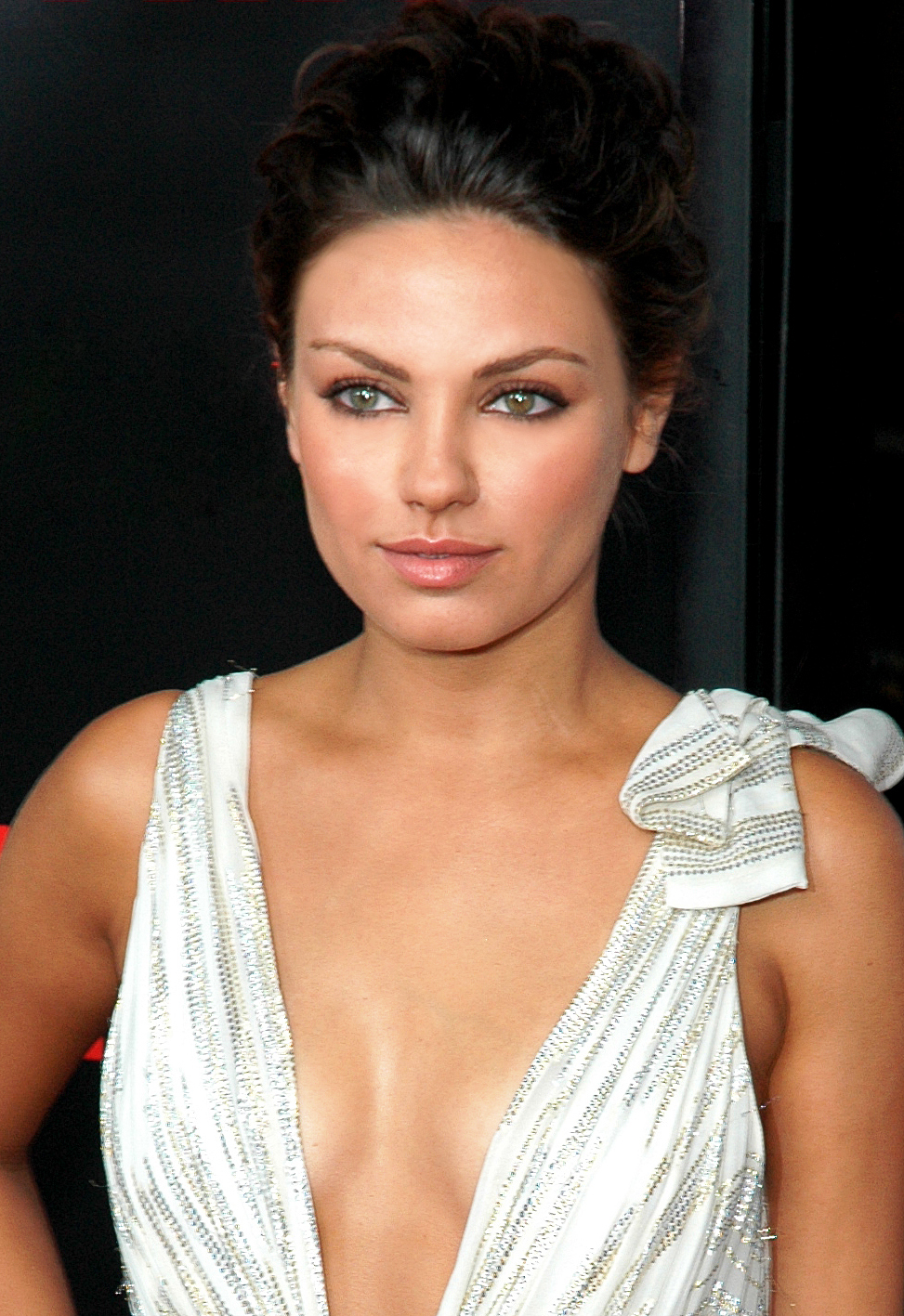
Mila Kunis debutó en este episodio como nueva voz de Meg en sustitución de Lacey Chabert.

Da Boom es el tercer episodio de la segunda temporada y el primero para el director Bob Jacques. El guion corre a cargo de los guionistas Neil Goldman y Garrett Donovan, quienes ya escribieran en la primera temporada episodios como Mind Over Murder.
Es el primer episodio de Mila Kunis como la nueva voz de Meg tras reemplazar a Lacey Chabert al abandonar la serie debido a cuestiones de tiempo (rodaje de Party of Five y tareas escolares). Kunis consiguió el papel tras las audiciones y sobrescribir al personaje, en parte gracias a su actuación en That '70s Show. Seth MacFarlane llamó a Kunis después de su primera audición y le pidió que hablara más bajo y que enunciara más. Una vez tuvo al personaje bajo control, MacFarlane la contrató.
El episodio también sirvió de presentación a un nuevo personaje: Ernie, el pollo gigante, gallina antropomorfa y nemesis de Peter que de vez en cuando interrumpe la trama siendo un gag habitual en la serie en varios episodios como: Blind Ambition, No Chris Left Behind y Meet the Quagmires. El personaje cuenta con la voz de Danny Smith.
Aparte del reparto habitual, el episodio contó con la colaboración de los actores: Victoria Principal, Will Sasso, Patrick Duffy y el periodista y corresponsal de guerra Jack Perkins. Lori Alan hizo una aparición menor.